# 1843 en musique classique
| \| • Retour à la chronologie générale de la musique classique • \| |
| Grèce • Rome • Haut Moyen Âge • VIIIe siècle • IXe siècle • Xe siècle • XIe siècle XIIe siècle • XIIIe siècle • XIVe siècle • XVe siècle • XVIe siècle • XVIIe siècle XVIIIe siècle • XIXe siècle • XXe siècle • XXIe siècle |
| • Retour à la chronologie générale de la musique classique • |

| Années en musique classique : 1840 - 1841 - 1842 - 1843 - 1844 - 1845 - 1846    |
| Décennies en musique classique : 1810 - 1820 - 1830 - 1840 - 1850 - 1860 - 1870 |

## Événements
- 2 janvier : Le Vaisseau fantôme , opéra de Wagner, créé au Semperoper de Dresde.
- 3 janvier : Don Pasquale, opéra bouffe de Gaetano Donizetti, créé au Théâtre italien de Paris.
- 11 février : I Lombardi, opéra de Verdi, créé à la Scala de Milan.
- 25 février : Luigi V, re di Francia, opéra d'Alberto Mazzucato, créé au Teatro Re à Milan
- 2 mars : Symphonie no 1 de Niels Wilhelm Gade, créée à Leipzig, sous la direction de Mendelssohn.
- 5 juin : Maria di Rohan, opéra de Donizetti, créé au Theater am Kärntnertor à Vienne.
- 2 décembre : La Symphonie no 1 de Franz Berwald, créée à l'Opéra royal de Stockholm.

Date indéterminée
- Première édition des Sonates et partitas pour violon seul de Jean-Sébastien Bach par Ferdinand David
- Première édition du grand traité d’instrumentation et d’orchestration modernes, op. 10 d'Hector Berlioz.
- Symphonie no 2 de Niels Gade.
- Le Paradis et la Péri, œuvre chorale de Robert Schumann.

Autre
- Dépôt du brevet français d'invention de la clarinette à anneaux mobiles, dit système Boehm
- Invention de l'euphonium

## Naissances

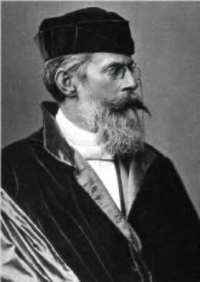
Heinrich von Herzogenberg

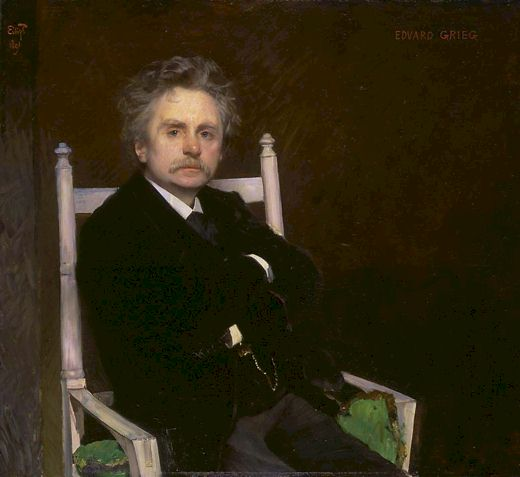
Edvard Grieg

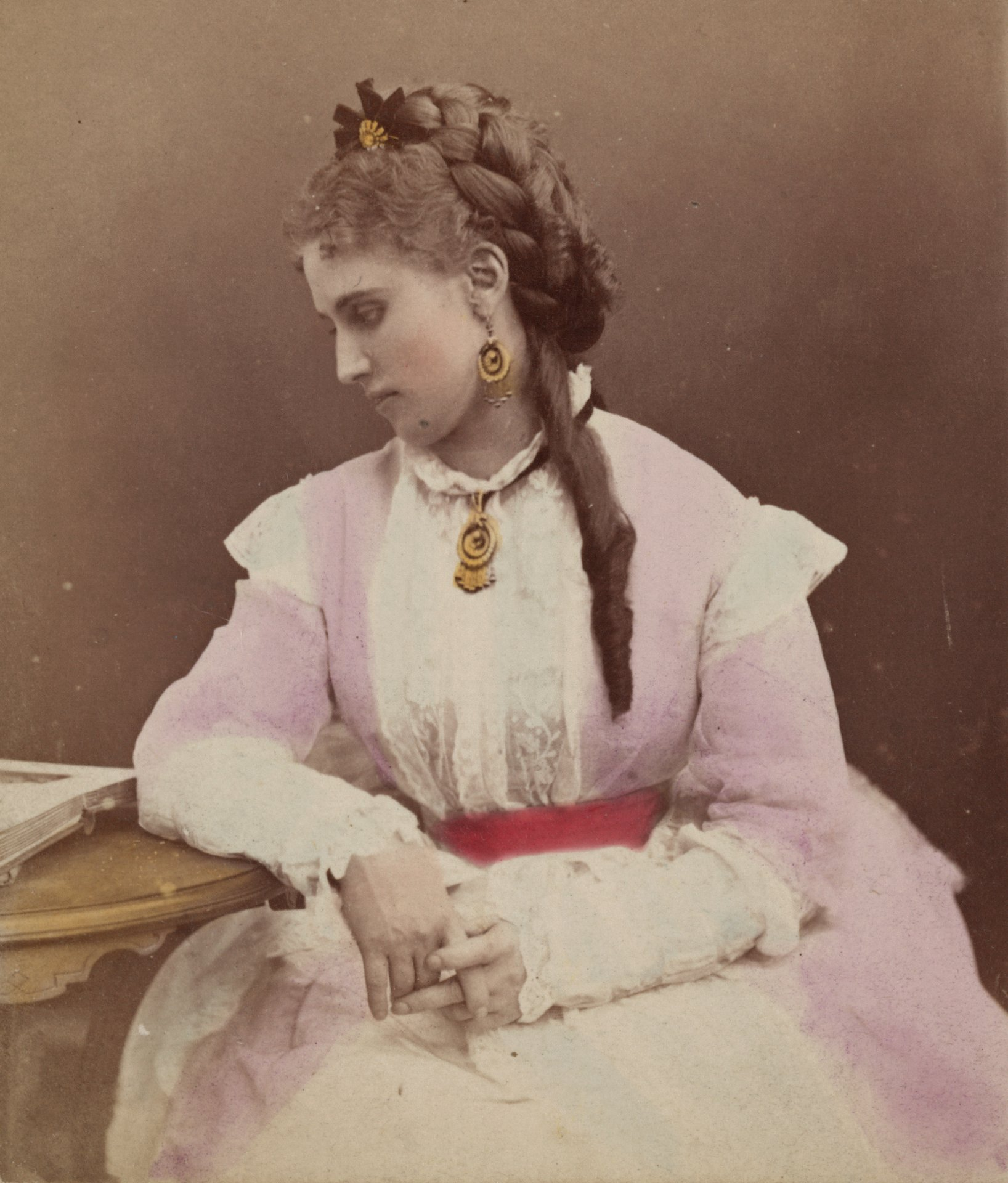
Christine Nilsson

- 22 janvier : Caroline Montigny-Rémaury, pianiste française († 19 juin 1913).
- 10 février : Adelina Patti, chanteuse d'opéra (soprano colorature) italienne († 27 juillet 1919).
- 13 février : Célanie Carissan, compositrice et romancière française († 30 novembre 1927).
- 14 février : Louis Diémer, pianiste et compositeur français († 21 décembre 1919).
- 6 mars : Arthur Napoleão, éditeur de musique, marchand d'instruments, pianiste et compositeur brésilien († 12 mai 1925).
- 16 mars : Louis Gregh, compositeur français († 21 janvier 1915).
- 19 mars : Giuseppe Perrotta, compositeur italien († 16 février 1910).
- 20 mars : Josefina Brdlíková, compositrice tchèque († 21 avril 1910).
- 30 mars : Florence Ashton Marshall,  compositrice, écrivain et chef d'orchestre anglaise († 1922).
- 4 avril : Hans Richter, chef d'orchestre austro-hongrois († 5 décembre 1916).
- 8 avril : Asger Hamerik, compositeur danois († 13 juillet 1923).
- 14 avril : Gustave Huberti, compositeur belge lié au mouvement flamand († 28 juin 1910).
- 20 avril : Louis Roth, compositeur et chef d'orchestre autrichien († 28 septembre 1929).
- 2 mai : Carl Michael Ziehrer, compositeur et chef d'orchestre autrichien († 14 novembre 1922).
- 15 mai : Georges Hartmann, éditeur de musique et librettiste français († 22 avril 1900).
- 20 mai : Pedro Marqués, compositeur espagnol († 15 février 1918).
- 28 mai : Zulma Bouffar, comédienne et chanteuse française († 20 janvier 1909).
- 29 mai : Émile Pessard, compositeur français († 10 février 1917).
- 6 juin : David Popper, violoncelliste tchèque († 7 août 1913).
- 10 juin : Heinrich von Herzogenberg, compositeur autrichien († 9 octobre 1900).
- 13 juin : Adolf Neuendorff, compositeur, violoniste, pianiste, chef d'orchestre, metteur en scène et directeur de théâtre germano-américain († 4 décembre 1897).
- 15 juin : Edvard Grieg, compositeur norvégien († 4 septembre 1907).
- 19 juin : Charles Lefebvre, compositeur français († 8 septembre 1917).
- 20 juin : Feodor Stravinski, basse russe († 4 décembre 1902).
- 20 août : Christine Nilsson, soprano suédois († 22 novembre 1921).
- 4 septembre : Ján Levoslav Bella, compositeur, chef d'orchestre et pédagogue slovaque († 25 mai 1936).
- 4 septembre : Eugène Gayrhos, pianiste et compositeur vaudois († 21 janvier 1909).
- 9 septembre : Romain-Octave Pelletier, pianiste, organiste, compositeur, parolier, conférencier et pédagogue québécois († 4 mars 1927).
- 12 septembre : Marie Dihau, cantatrice, pianiste et professeur de chant et de piano française († 14 mai 1935).
- 24 octobre : Alexis-Henri Fissot, pianiste, organiste et compositeur français († 29 janvier 1896).
- 28 novembre : Émile Bernard, organiste et compositeur français († 11 septembre 1902).
- 3 décembre : Clara H. Scott, compositrice, compositrice d'hymnes (en) et éditrice américaine († 21 juin 1897).
- 13 décembre : George Stephănescu, compositeur roumain († 25 avril 1925).
- 25 décembre : Gustav Jensen, violoniste et compositeur allemand († 26 novembre 1895).

Date indéterminée
- Marie Cico, comédienne et chanteuse française († 11 septembre 1875).
- Eugène Leterrier, librettiste et dramaturge français († 22 décembre 1884).

## Décès
- 14 avril : Joseph Lanner, compositeur et chef d'orchestre autrichien (° 12 avril 1801).
- 14 septembre : Carl Almenraeder, bassoniste, compositeur et facteur allemand d'instruments de musique de la famille des bois (° 3 octobre 1786).
- 19 octobre : Louis-Barthélémy Pradher, compositeur français (° 16 décembre 1882).

Date indéterminée
- Jean-François Aldric, luthier français (° 28 avril 1765).